# المعهد الوطني للتأمين الصحي والإعاقة
المعهد الوطني للتأمين الصحي والعجز (نيهيدي) هو هيئة اتحادية عامة للضمان الاجتماعي في بلجيكا. يخضع المعهد لسلطة الوزير الاتحادي للشؤون الاجتماعية والصحة العامة البلجيكي وهو مسؤول عن إدارة الأنظمة الوطنية الإلزامية للتأمين الصحي ومزايا العجز ويدير صندوق تعويضات الحوادث الطبية.

## المنظمة
تأسس المعهد بموجب قانون 9 أغسطس 1963 الذي أنشأ ونظم نظام التأمين الإلزامي على العلاج الطبي والمزايا والذي دخل حيز التنفيذ في 1 يناير 1964. ومنذ ذلك الحين استبدل قانون عام 1963 بقانون 14 يوليو 1994 بشأن التأمين الإلزامي على العلاج الطبي والمزايا المنسق في 14 يوليو 1994.
بلغت ميزانية التأمين الصحي والعجز للمعهد لعام 2017 أكثر من 37 مليار يورو.

## الأنشطة
التأمين الصحي
يضع المعهد الوطني للتنمية البشرية (نيهدي) قواعدَ تتعلق بسداد تكاليف الخدمات الصحية ويحدد أسعارًا موحدة. كما يُدير ويُخصص الميزانية الوطنية لسداد تكاليف الرعاية الصحية. تُسدد منظمات التأمين الصحي المختلفة في بلجيكا (والتي تُسمى التعاونيات) تكاليف الخدمات الصحية للمرضى بفعالية. كما يُراقب المعهد الوطني للتنمية البشرية (نيهيدي) التطبيق الصحيح لقواعد السداد.
إعانات الإعاقة
يضع المعهد الوطني للتنمية البشرية (نيهيدي) قواعد بشأن الشروط اللازمة لتلقي الإعانات في حالة العجز عن العمل بسبب المرض أو الإصابة أو الأمومة أو الأبوة أو التبني ويحدد مبلغ هذه الإعانات ويدير الدعم المالي للأشخاص غير القادرين على العمل الراغبين في استئناف العمل. كما يكافح المعهد الاحتيال في مجال الإعاقة (وهو شكل من أشكال الاحتيال في الرعاية الاجتماعية) بناءً على سبيل المثال التحقق مما إذا كان الأشخاص الذين يتلقون إعانات الإعاقة لا يعملون ويتلقون أجرًا سرًا. وكما هو الحال مع تعويضات الرعاية الصحية فإن الدفع الفعلي للإعانات للمستحقين يحدث عن طريق التبادلات.
- الحوادث الطبية: يدير المعهد الوطني لتنمية الموارد البشرية صندوق الحوادث الطبية وينظر في أحقية ضحايا الحوادث الطبية في الحصول على تعويضات من الصندوق. كما يقدم المعهد المشورة ويتوسط ويسجل ويُبلغ عن الحوادث الطبية.[4][5]